# Bernd Meerbach
Bernd Meerbach (* 23. Oktober 1943) ist ein ehemaliger Ruderer aus der DDR. 
Meerbach startete für den ASK Vorwärts Rostock. Seinen ersten DDR-Meistertitel gewann er zusammen mit Manfred Wiesner 1967 im Zweier ohne Steuermann. 1968 belegten die beiden den zweiten Platz. Meerbach wurde als Ersatzruderer für die Olympischen Spiele 1968 nominiert, kam aber in Mexiko nicht zum Einsatz. 
1969 fuhr Meerbach im Vierer ohne Steuermann zusammen mit Karl-Heinz Prudöhl, Werner Klatt und Peter Gorny. Dieser Vierer gewann die DDR-Meisterschaften und die Bronzemedaille bei den Europameisterschaften. Im  Jahr darauf wurden Klatt und Gorny Weltmeister im Zweier ohne, während Karl-Heinz Prudöhl, Jochen Mietzner, Rolf Zimmermann, Bernd Meerbach und Steuermann Karl-Heinz Danielowski im Vierer mit Steuermann Weltmeisterschafts-Silber hinter dem Bodenseevierer gewannen. Beim Gewinn des DDR-Meistertitels hatte noch Günter Roock statt Zimmermann im Boot gesessen.